# Новосальский
Новоса́льский — хутор в Дубовском районе Ростовской области. Входит в состав Андреевского сельского поселения. 

## Население
| 1989 | 2002 | 2010 |
| ---- | ---- | ---- |
| 166  | ↘146 | ↘135 |

## Улицы
На хуторе имеется одна улица: Степная.